# Roline Repelaer van Driel
Jkvr. Roline Virginie Repelaer van Driel (Amsterdam, 28 juli 1984) is een Nederlands roeister. Ze vertegenwoordigde Nederland op de Olympische Spelen van Beijing en Londen,  hetgeen resulteerde in het behalen van een zilveren en een bronzen medaille. Bovendien vertegenwoordigde ze Nederland in de damesacht op diverse internationale wedstrijden. Zo behaalde ze op de Europese kampioenschappen 2010 in Portugal met de acht een zilveren medaille.Ze is lid van roeivereniging U.S.R. Triton. Repelaer van Driel studeerde sportmanagement aan de Hogeschool van Amsterdam en sociale en organisatiepsychologie aan de Universiteit Leiden.

## Titels
- Nederlands kampioene (Acht met stuurvrouw) - 2006

## Palmares

### twee zonder stuurvrouw
- 2005: 9e WK U23 in Amsterdam - 8.16,99

### vier zonder stuurvrouw
- 2006: 5e WK in Dorney - 6.31,37

### acht met stuurvrouw
- 2005: 5e Wereldbeker in Luzern - 6.23,68
- 2006: 4e Wereldbeker in München - 6.19,98
- 2006: 5e Wereldbeker in Luzern - 6.25,83
- 2007:  Wereldbeker in Linz - 6.18,31
- 2007:  Wereldbeker in Amsterdam - 6.12,76
- 2007:  Wereldbeker in Luzern - 6.09,93
- 2007: 7e WK in Munchen - 6.14,75
- 2008: 4e Wereldbeker in Munchen - 6.48,75
- 2008: 4e Wereldbeker in Luzern - 6.09,77
- 2008:  OS in Peking - 6.07,22
- 2010: 4e Wereldbeker in Luzern - 6.22,31
- 2010:  EK in Montemor-o-Velho - 6.39,35
- 2010: 5e WK in Karapiro - 6.20,85
- 2011:  Wereldbeker in Luzern - 6.31,73
- 2011:  WK - 6.09,49
- 2012:  Wereldbeker in Belgrado - 6.06,06
- 2012:  Wereldbeker in Luzern - 6.03,20
- 2012: 4e Wereldbeker in München - 6.22,68
- 2012:  OS in Londen - 6.13,12

Femke Dekker · 
Annemiek de Haan · 
Nienke Kingma · 
Roline Repelaer van Driel · 
Annemarieke van Rumpt · 
Sarah Siegelaar · 
Marlies Smulders · 
Helen Tanger · 
Ester Workel (stuurvrouw)
Chantal Achterberg · 
Claudia Belderbos · 
Carline Bouw · 
Sytske de Groot · 
Annemiek de Haan · 
Nienke Kingma · 
Roline Repelaer van Driel · 
Jacobine Veenhoven · 
Anne Schellekens (stuurvrouw)